# 李渡烧酒作坊遗址
28°13′26″N 116°09′34″E / 28.22389°N 116.15944°E
李渡烧酒作坊遗址位于中国江西省南昌市进贤县李渡镇江西李渡酒业有限公司内，又称李渡无形堂元代烧酒作坊遗址，是目前中国发现的时代最早、遗迹最全、遗物最多、延续时间最长的古代烧酒作坊遗址，对烧酒（白酒）的起源有重要研究价值，2002年被评为全国十大考古新发现，2006年被列为第六批全国重点文物保护单位。
2002年4月，原江西李渡酒厂被香港某公司收购，成立江西李渡酒业有限公司。6月在改造老厂车间时在水泥路面下发现一个古井，随即向相关文物部门报告。同年7月～11月，江西省文物考古研究所对该遗址进行了抢救性发掘，发掘面积约300平方米。2002年11月21日，考古成果正式对外公布。
发掘显示该遗址的文化堆积可分为六个时期，从南宋、元、明、清延续至近代、现代，其中南宋层未发现酿酒遗迹，其它各时期的酿酒遗迹都非常丰富，有水井、炉灶、晾堂、酒窖、蒸馏设施、墙基、水沟、路面、灰坑和砖柱等。出土的遗物有石器、陶器、瓷器、木器、铁器等，以陶瓷为主，其中酒器有73件之多。
李渡烧酒作坊遗址元代酒窖的发现，证实了《本草纲目》的记载：“烧酒，非古法也，自元始创其法”，同时证明了中国至迟在元代已出现了固态发酵制作蒸馏酒。该遗址中明清时代的酿酒遗迹显示其白酒生产工艺属小曲工艺，是中国首次发现使用小曲工艺的烧酒作坊遗址。到近代，开始改用大曲工艺生产。因此该遗址是研究烧酒酿造工艺的起源和演变的重要实物资料。